# Srpska Open
Il Srpska Open è stato un torneo professionistico maschile di tennis facente parte del circuito ATP nella categoria dei tornei dell'ATP Tour 250. Si è giocato nel 2023 sui campi in terra rossa del National Tennis Center in Mladen Stojanović Park a Banja Luka, nella Bosnia ed Erzegovina.
Il torneo ha preso il posto nel calendario dell'ATP Tour del Serbia Open, che si è tenuto a Belgrado nel 2021 e 2022, mentre nel 2023 in quella sede era in corso una ristrutturazione dell'impianto.
La licenza non era proprietaria, ma presa in leasing dall'ATP di Bucarest, a cui è tornata nel 2024, per questo motivo nonostante i notevoli investimenti per la costruzione permanente dello stadio da 6.000 posti, il torneo ha avuto una sola edizione.

## Albo d'oro

### Singolare
| Anno | Campione      | Finalista     | Punteggio     |
| ---- | ------------- | ------------- | ------------- |
| 2023 | Dušan Lajović | Andrej Rublëv | 6–3, 4–6, 6–4 |

### Doppio
| Anno | Campioni                   | Finalisti                             | Punteggio |
| ---- | -------------------------- | ------------------------------------- | --------- |
| 2023 | Jamie Murray Michael Venus | Francisco Cabral Oleksandr Nedovjesov | 7–5, 6–2  |